# 中度喜盐杆菌属
中度喜盐杆菌属（学名：Mesohalobacter）是黄杆菌科下的一个属。本属惟一种耐盐中度喜盐杆菌 采集自海水盐田。

## 下属物种
本属包括以下物种：
- 耐盐中度喜盐杆菌 Mesohalobacter halotolerans